# قولانجق
قولانجق، روستایی از توابع بخش کشاورز شهرستان شاهین‌دژ در استان آذربایجان غربی ایران است.

## جمعیت
این روستا در دهستان کشاور قرار دارد و براساس سرشماری مرکز آمار ایران در سال ۱۳۸۵، جمعیت آن ۱۸۶ نفر (۳۹ خانوار) بوده‌است.